# Lasiosina immaculata
Lasiosina immaculata är en tvåvingeart som beskrevs av Becker 1912. Lasiosina immaculata ingår i släktet Lasiosina och familjen fritflugor. Inga underarter finns listade i Catalogue of Life.